# Lista över vulkaner på Dominica
Detta är en lista över aktiva och utdöda vulkaner på Dominica. 
| Namn                                  | Höjd  | Höjd | Plats                                     | Senaste utbrott |
| Namn                                  | Meter | Fot  | Koordinater                               | Senaste utbrott |
| ------------------------------------- | ----- | ---- | ----------------------------------------- | --------------- |
| Morne aux Diables (Devil's Peak)      | 861   | 2825 | 15°36′43″N 61°25′48″V / 15.612°N 61.43°V  | Holocen         |
| Morne Diablotins (Diablotin Mountain) | 1430  | 4692 | 15°30′07″N 61°23′49″V / 15.502°N 61.397°V | Holocen         |
| Morne Plat Pays                       | 940   | 3084 | 15°15′18″N 61°20′28″V / 15.255°N 61.341°V | 1270            |
| Morne Trois Pitons                    | 1387  | 4550 | 15°22′N 61°20′V / 15.37°N 61.33°V         | 920             |
| Morne Watt (Watt Mountain)            | 1224  | 4016 | 15°18′25″N 61°18′18″V / 15.307°N 61.305°V | 1997            |